# Dig It (The Beatles)
Dig It is een nummer van The Beatles. Het is een van de weinige nummers waarbij de vier bandleden vermeld worden als auteur. Het nummer duurt minder dan een minuut en is een kort fragment uit een jamsessie tijdens de opnames van de film Let It Be op 26 januari 1969. De jamsessie duurde in feite vijftien minuten. Dig It kwam terecht op het album Let It Be, vlak voor de muziek naadloos overgaat in het titelnummer. Net zoals het andere korte nummer op het album, het 39 seconden durende volkslied Maggie Mae, is het niet toegevoegd aan het album Let It Be... Naked. Het falsetto-gedeelte is een fragment uit een eerdere versie van Dig It, opgenomen op 24 januari.

## Ontstaan en beschrijving
Verschillende versies werden opgenomen tijdens de opnames van de film van Michael Lindsay-Hogg in januari 1969. De versie die uiteindelijk terechtkwam op Let It Be was een jamsessie die begon als een versie van Bob Dylans Like a Rolling Stone. De albumversie begint met een fade-in ergens in het midden van de jamsessie van 26 januari. De vier Beatles zijn te horen op de opname, samen met Billy Preston op hammondorgel, een muzikant die vaak zijn medewerking verleende aan de band en ook op verschillende opnamen van The Beatles te horen is. Verder is ook producer George Martin op maraca's te horen. Lennon de enige zanger op de albumversie, hoewel tijdens de volledige jamsessie ook de stemmen van George Harrison, en Paul en stiefdochter Heather McCartney te horen zijn. Na het herhalen van een aantal maal "like a rolling stone", vermeldt Lennon, ogenschijnlijk door vrije associatie, achtereenvolgens de FBI, de CIA, de BBC, B.B. King, Doris Day, en Matt Busby. Daarna vervolgt Lennon in falsetto: "That was 'can you dig it' by Georgie Wood, and now we'd like to do Hark, the Angels Come". Hier verwijst Lennon naar Wee Georgie Wood, music hall-acteur, en het kerstlied Hark! the Herald Angels Sing (Hoor, de eng'len zingen d'eer).

## Muzikanten
Bezetting volgens Ian MacDonald, tenzij anders aangegeven.
- John Lennon – zang
- Paul McCartney – piano
- George Harrison – leadgitaar
- Ringo Starr – drums
- Billy Preston - hammondorgel
- George Martin - maraca's[2]